# Kempinski Palace Portorož
Kempinski Palace Portorož (nekoč »Hotel Palace«) je eden izmed hotelov s 5 zvezdicami v Sloveniji. Je prvi in trenutno edini luksuzni hotel kategorije »deluxe« v Sloveniji. Luksuzni hotel se nahaja v centru Portoroža, sredi urejenega parka, ki je zaščiten kot kulturna dediščina.

### Zgodovina
V prvi polovici 19. stoletja so v Portorož na okrevanje prihajali avstroogrski častniki. Zaradi naravnih danosti kraja in zdraviliških dejavnosti je bil Portorož z državnim odlokom ministrstva za notranje zadeve 25. julija 1897 razglašen za zdraviliški kraj. Istega leta so na mestu današnjega hotela Kempinski Palace zgradili stavbo »Beli križ«, v kateri je bilo zdravilišče za oficirje.
Leta 1909 je delniška družba Portorose začela graditi hotel Palace. Načrt za novi hotel, ki je primer neoklasicistične arhitekture, z vplivi dunajske secesije in italijanske gradnje, je izdelal furlanski na Dunaju delujoči arhitekt Johann Eustacchio, zgradilo pa ga je tržaško gradbeno podjetje Bruna & Depaoli. Hotel so po dosedaj znanih podatkih odprli 20. avgusta 1910. Tisti čas je veljal za turistični objekt najvišje kategorije in je bil za hotelom Excelsior v Benetkah najlepši in največji hotel na Jadranu.
Med drugo svetovno vojno je portoroški turizem zastal, hotel Palace pa je bil izropan. Uporabljali so ga nemški in nato jugoslovanski vojaki. Leta 1949 so ga začeli obnavljati in ga po dveletni obnovi ponovno odprli. V šestdesetih letih so bili gosti hotela številni državniki, filmske zvezde in druge mednarodno znane osebnosti. Leta 1964 je občinska skupščina Piran sprejela akt o ustanovitvi prve slovenske igralnice s sedežem v Portorožu, ki je do leta 1972 delovala v hotelu Palace.
V sedemdesetih letih preteklega stoletja je okrog hotela Palace začel nastajati nov Portorož, pod idejnim vodstvom arhitekta Eda Mihevca. Novosti niso bile skladne s prvotno prostorsko zasnovo hotela Palace, ki je dotlej imel skozi urejeni park odprt dostop do morja. Število gostov in kakovost ponudbe sta upadla, leta 1980 so hotel Palace prvič zaprli. Leta 1983 so z Odlokom o razglasitvi kulturnih in zgodovinskih spomenikov deli hotela ter park postali kulturni spomenik in spomenik oblikovane narave. Leta 1985 so se iz hotela Palace v novo stavbo preselile Terme Talasoterapija Portorož, odtlej povezane s štirimi portoroškimi hoteli. Dokončno so hotel Palace zaprli 1990.

### Kempinski Palace Portorož
Po prehodu hotela v last najprej Občine Piran in nato na mednarodnem razpisu za strateškega partnerja izbrane družbe Istrabenz d.d. so leta 2005 piranski občinski svetniki potrdili lokacijski načrt za obnovo starega hotela Palace, sama prenova z rušitvenimi deli se je začela 27. oktobra 2005.
Leta 2006 sta arhitekturna biroja Api d.o.o. in Qualite d.o.o. dokončala projektno dokumentacijo za prenovo. Investitor je nove arhitekturne rešitve javnosti predstavil novembra 2006, ob položitvi temeljnega kamna. Obnova hotela je bila vredna 70 milijonov evrov.
Arhitekturna prenova hotela je imela za cilj osvetliti sožitje dveh različnih arhitekturnih gibanj, vendar tudi jasno presekati med arhitekturno preteklostjo in sedanjostjo, hkrati pa na nek način iskati povezave med starim objektom in novozgrajenim ob njem.
Vse, kar se je ohranilo od starega objekta so glavna fasada s pogledom na morje, Kristalna dvorana in pripadajoči saloni ob njej, stranske fasade ter zgodovinsko stopnišče. Strešna konstrukcija, mansarda in zadnja fasada so sedaj zgrajeni z uporabo sodobnih materialov. Vsi novi materiali in podrobnosti na fasadi so diskretno oblikovani ali skrbno obnovljeni.
Prizidek ima povsem novo, vendar podrejeno fasado, v sozvočju s starim delom stavbe v smislu ritma, izbire barv in materialov. Uporaba kombinacije kamnite obloge in zelenja na fasadi ohranja dominantno vlogo zgodovinske fasade.
Junija 2008 je bila sklenjena pogodba, s katero je mednarodno priznana hotelska veriga Kempinski Hotels S.A. prevzela vodenje in upravljanje hotela Palace za dobo dvajsetih let. Prenovljeni hotel je svoja vrata ponovno odprl 18. oktobra 2008.

## Slavni gostje
Pomembni gostje, ki so v preteklosti obiskali in prebivali v starem Hotelu Palace:
- Josip Broz - Tito, jugoslovanski predsednik (1953, 1968) - predsedniški apartma (št. 112) se imenuje po njem
- Mikis Theodorakis, grški skladatelj (Grk Zorba)
- Orson Welles, ameriški filmski režiser in igralec (Državljan Kane)
- Yul Brynner, filmski igralec
- Lex Barker, filmski igralec (Tarzan)
- Marcello Mastroianni, filmski igralec
- Ivo Pogorelić, hrvaški pianist
- Pierre Brice, francoski filmski igralec
- Rita Pavone, Patty Pravo, Mina, Adriano Celentano in Bobby Solo, popularni italijanski pevci
- Bobby Fischer, ameriški šahist

## Ponudba
Hotel Kempinski Palace Portorož ima 181 sob in apartmajev. Ima pa tudi predsedniški apartma, ki meri kar 230 kvadratnih metrov. Hotel svojim gostom danes nudi klimatizirane sobe in apartmaje, notranja ureditev je delo biroja Desseins Interior Design Studio. Vse hotelske nastanitve imajo francoski balkon ali velik balkon, s pogledom na Piranski zaliv ali park. V novem delu hotela so bazeni z morsko vodo in vrhunski wellness center v predelu Rose Spa, kjer so tudi masažne kadi, parne kopeli in savne. Hotel ima dve veliki restavraciji, kjer nudijo lokalne in mediteranske jedi, šest dvoran ter impresivno zgodovinsko Kristalno dvorano s samopostrežnim bifejem, ki meri kar 305 kvadratnih metrov, pa tudi vrsto barov in salonov. Hotelskim gostom je namenjena tudi 150 m oddaljena ekskluzivna plaža Meduza.